# Vallières-les-Grandes
Vallières-les-Grandes település Franciaországban, Loir-et-Cher megyében. Lakosainak száma 944 fő (2022. január 1.). Vallières-les-Grandes Souvigny-de-Touraine, Chissay-en-Touraine, Chaumont-sur-Loire, Pontlevoy, Mosnes, Rilly-sur-Loire és Montrichard-Val-de-Cher községekkel határos.

## Népesség
A település népessége az elmúlt években az alábbi módon változott:
| Lakosok száma | 688  | 553  | 493  | 771  | 875  | 916  | 937  | 940  | 941  | 944  |
|               | 1968 | 1982 | 1990 | 2006 | 2013 | 2015 | 2017 | 2019 | 2020 | 2022 |